# Xan Valleys
Xan Valleys es el primer EP de la banda británica Klaxons. Lanzado el 19 de octubre de 2006, el EP fue lanzado por Modular, antes de que la banda firmara con Polydor. Tres de las canciones, "4 Horsemen of 2012", "Gravity's Rainbow" y "Atlantis to Interzone" fueron regrabadas para aparecer en el álbum debut de la banda, Myths of the Near Future. Después del EP, la banda relanzó "Gravity's Rainbow" el 9 de abril de 2007.
Dos remixes de las canciones, "Gravity's Rainbow" y "Atlantis to Interzone", fueron hechos respectivamente por el artista de Modular Van She y por el artista de Merok Records Crystal Castles.

## Lista de canciones
1. "Gravity's Rainbow" - 2:34
2. "Atlantis to Interzone" - 3:18
3. "4 Horsemen of 2012" - 2:29
4. "The Bouncer" - 2:14
5. "Gravity's Rainbow" (Van She Remix) - 5:24
6. "Atlantis to Interzone" (Crystal Castles Remix) - 4:12